# Ingen (Gueldre)

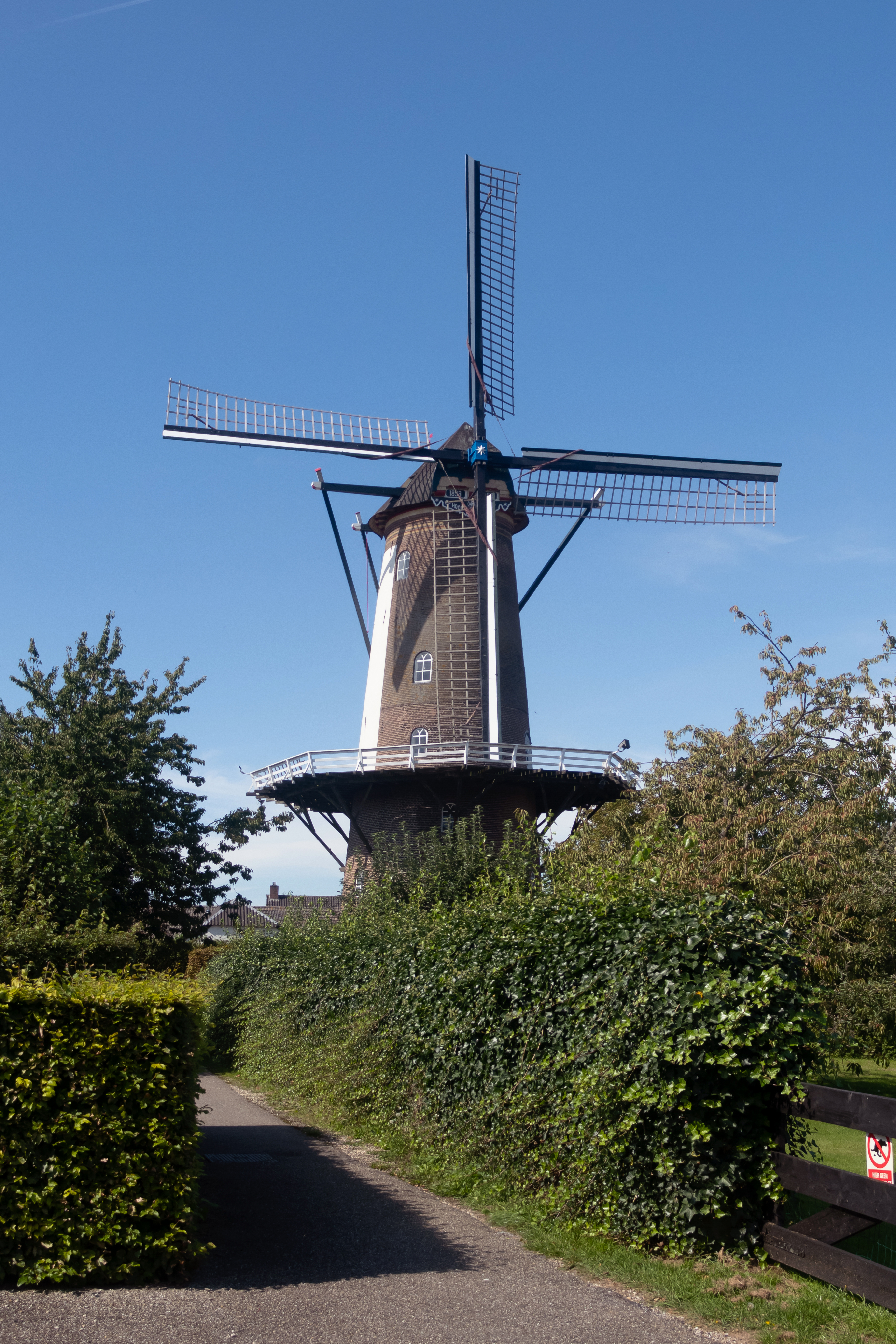
Le moulin: stellingmolen Op Hoop Van Beter

Ingen est un village appartenant à la commune néerlandaise de Buren. Le village compte environ 1 000 habitants.